# Platyura czernyi
Platyura czernyi är en tvåvingeart som först beskrevs av Gabriel Strobl 1909.  Platyura czernyi ingår i släktet Platyura och familjen platthornsmyggor.
Artens utbredningsområde är Spanien. Inga underarter finns listade i Catalogue of Life.